# Электронный рок
Электронный рок (англ. Electronic rock), также известный как электророк (англ. electro rock) и синти-рок (англ. synth rock) — музыкальный жанр, представляющий собой комбинацию рок-музыки и электронной музыки, с использованием инструментов, типичных для обоих жанров. Он берет свое начало в конце 1960-х годов, когда рок-группы начали включать электронные инструменты в свою музыку. Исполнители электронного рока обычно смешивают элементы из других музыкальных стилей, включая панк-рок, индастриал-рок, хип-хоп, техно и синти-поп, что помогло стимулировать появление таких поджанров, как индитроника, дэнс-панк и электроклэш.

## Обзор
Будучи сплавом рока и электроники, электронный рок включает в себя инструменты, которые можно встретить в обоих жанрах, такие как синтезаторы, меллотроны, магнитофонная техника (англ. Tape music), электрогитары и барабаны. Однако некоторые исполнители электронного рока часто отказываются от гитары в пользу использования технологий для имитации рок-звучания. Вокал обычно мягкий или бодрый, но в этом жанре также распространены инструменталы.
Тенденция рок-групп, включавших электронные звуки, началась в конце 1960-х годов. По словам критика Саймона Рейнольдса, примерами могут служить The United States of America, White Noise и Gong. Тревор Пинч и Фрэнк Трокко, авторы книги Analog Days 2004 года, приписывают хиту «Good Vibrations» группы The Beach Boys 1966 года наличие «популярно связанных далеких электронных звуков с рок-н-роллом».
Среди других ранних исполнителей, сочетавших синтезаторы и магнитофонную технику musique concrète с рок-инструментами, были Silver Apples, Fifty Foot Hose, Syrinx, Lothar and the Hand People, Beaver & Krause и Tonto's Expanding Head Band. Многие подобные выступления 1960-х годов сочетали психоделический рок с авангардными академическими или андеграундными влияниями.
В 1970-х годах немецкие краут-рок-группы, такие как Neu!, Kraftwerk, Can и Amon Düül, бросили вызов границам рока, включив в него электронные инструменты. В 2004 году журнал Uncut описал «неисчислимое» влияние Kraftwerk на электронный рок, которое ощущалось в таких крупных записях, как Low (1977) Дэвида Боуи и Kid A (2000) группы Radiohead. С конца 2000-х годов электронный рок становится все более популярным.

## Поджанры и другие термины
Термин «прогрессивный рок» (или «прог-рок») изначально был придуман в 1960-х годах для музыки, которая иначе была бы описана как «электронный рок», но определение «прог» позже сузилось до определенного набора музыкальных условностей в противовес чувствительности, включающей прогрессивные или экспериментальные подходы.
Электронный рок также ассоциируется с индастриал-роком, синти-попом, дэнс-панком, индитроникой и новой волной, с электроклэшем, нью-рейвом, постпанк-ривайвлом, построком, рассматриваемыми как поджанры. Иногда некоторые другие электронные поджанры сливаются с роком, например, транс и техно, что приводит к использованию терминов транс-рок и техно-рок соответственно.

### Синти-панк
Панк-рок также смешивался с электронной музыкой, создавая такие поджанры, как синти-панк (англ. Synth-punk) и дэнс-панк. Термин «синти-панк» (или «электропанк») был придуман Дэмиеном Рэмси в 1999 году.
Группа Suicide, образованная в 1970 году, известна как один из самых влиятельных артистов в этом жанре. Их звучание на протяжении пяти студийных альбомов представляло собой смесь панк-рока с различными электронными жанрами, такими как электронный рок, синти-поп и диско. Их первый альбом широко расценивается как заложивший основу для последующих исполнителей постпанка, синти-попа и индастриал-рока.
В 1978 году Los Angeles Times окрестила The Screamers «техно-панком». Вместо обычных электрогитар инструментальная часть группы включала в себя сильно искаженное электрическое пианино Fender Rhodes и синтезатор ARP Odyssey.
Группа Devo, более известная по своей синти-поп-песне 1980 года «Whip It», также имела электронное звучание, корни которого лежат в панк-роке.
В начале 1980-х годов синти-панк слился с различными электронными жанрами, чтобы создать Electronic body music, которая повлияла на ряд последующих танцевальных, роковых и металлических групп. Он также повлиял на хардкор-панк, вдохновив диджитал-хардкор, который сочетает хардкор-панк с электронной музыкой, нойзом и хеви-металом. Обычно он отличается быстрым темпом и агрессивными звуковыми сэмплами.
Кроме того, поп-панк смешался с синти-панком, создав жанр, известный как неон-поп.
Более поздние примеры возрождения включают дэнс-панк, и электроклэш.

### Синти-метал
Синти-метал (англ. Synth-metal) — это сплав хеви-метала и электронной музыки. Впервые он появился в 1980-х годах с альбомами Somewhere in Time группы Iron Maiden и Turbo группы Judas Priest, в обоих из которых были использованы гитарные синтезаторы. Оба они были выпущены в 1986 году.
Помимо синти-метала, электроникора, электрограйнда, колдвейва и данжен-синта, хеви-метал иногда смешивают с другими электронными жанрами и их поджанрами, что порождает такие термины, как электронный метал, электроник-дэнс-метал, транс-метал, техно-метал и кибер-метал.

## Технология

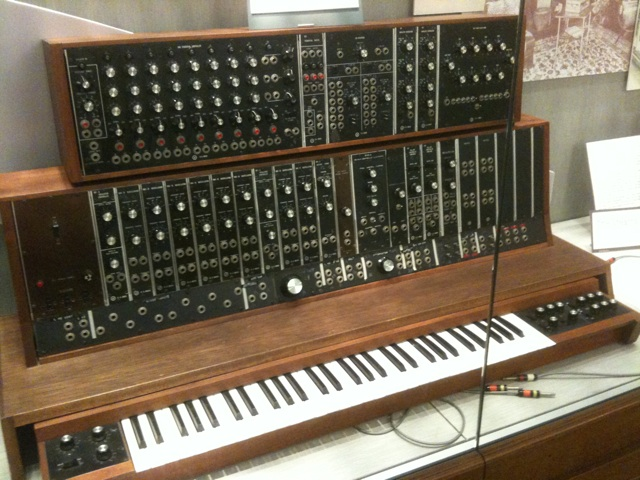
Первый коммерческий синтезатор Moog, уполномоченный Танцевальным театром Альвина Николэйса Нью-Йорка в 1964

Эксперименты в манипуляции ленты, или конкретная музыка, ранняя компьютерная музыка и рано осуществленные выборки и звуковые технологии манипуляции проложили путь и к управлению, и к созданию новых звуков через технологию. Первый в мире компьютер, который играл музыку, был CSIRAC в 1950-1, разработанный и построенный Тревором Пирси и Мастоном Бирдом и запрограммированный математиком Джеффом Хиллом. Ранние электронные инструменты включали теремин, который использует две металлических антенны, которые ощущают положение рук игрока и управляют генераторами для частоты одной рукой и амплитудой (объём), чтобы произвести жуткое, но трудное, чтобы управлять звуком. Это использовалось авангардистскими и классическими музыкантами в начале двадцатого века и использовалось в большом количестве в 1940-х и научно-фантастических фильмах 50-х и приостановки.
Электронные музыкальные синтезаторы, которые могли использоваться фактически в студии звукозаписи, стали доступными в середине 1960-х в то же самое время, как рок-музыка начала появляться в качестве отличного музыкального жанра. Меллотрон, электромеханическая, полифоническая клавиатура типового воспроизведения, которая использовала банк параллельных линейных магнитных полос магнитной ленты, чтобы произвести множество звуков, обладала популярностью с середины 1960-х. Начальную популярность меллотрон настиг бы синтезатора Муга, созданный Робертом Мугом в 1964, который воспроизводил полностью синтезированные звуки, которыми могли управлять подача и частота, позволяя «изгибу» примечаний и значительного разнообразия и музыкальной виртуозности быть выраженным. Ранний коммерческий синтезатор Муг был большим и трудноуправляемым, но в 1970 Муг ответил на его использование роке и поп-музыке, выпуская портативный Mini-moog, который был намного более простым, легче используемым и оказался более практичным для живого выступления. Ранние синтезаторы были монофоническими (способными играть только одну ноту за раз), но полифонические версии начали производиться с середины 1970-х среди первого, являющегося Prophet-5.
MIDI, (Musical Instrument Digital Interface — цифровой интерфейс музыкальных инструментов) был создан в 1982 как протокол промышленного стандарта, который позволяет электронным музыкальным инструментам (синтезаторы, драм-машины), компьютерам и другому электронному оборудованию (контроллеры MIDI, звуковые платы) сообщаться и синхронизироваться друг с другом. В отличие от предыдущего Analog Devices, MIDI не передает аудиосигнал, а посылает сообщения о подаче и интенсивности, управляющих сигналах параметров, таких как объём, вибрато и промывка в лотке, реплики и сигналы часов установить темп, позволяя создание более сложной музыки и интеграцию различных устройств.
В новое тысячелетие, как компьютерная технология становятся более доступными и музыкальное программное обеспечение, продвинулся, взаимодействование с музыкальной производственной технологией является теперь возможными средствами использования, которые не имеют никакого отношения к традиционным методам музыкального представления:, например, работа ноутбука и живое кодирование. В прошлое десятилетие много основанной на программном обеспечении действительной окружающей среды студии появились, с продуктами, такими как Propellerhead Reason, Ableton Live и Native Instruments Reaktor нахождение широко распространенного обращения. Такие инструменты обеспечивают жизнеспособные и рентабельные альтернативы типичным основанным на аппаратных средствах производственным студиям, и благодаря авансам в технологии микропроцессора, теперь возможно создать высококачественную музыку, используя немного больше, чем единственный ноутбук. Такие авансы были замечены как демократизация музыкального создания, приведение к массивному увеличению количества электронной музыки домашнего производства, доступны для широкой общественности через интернет.